# Mindomys kutuku
Mindomys kutuku — вид тварин із родини хом'якових (Cricetidae). Видовий епітет вказує на типову місцевість — Kutukú.

## Біоморфологічна характеристика
Вид менший за M. hammondi й має дентокранальні відмінності.

## Середовище проживання
Відомий лише за типовим місцевістю. Голотип був зібраний у вічнозеленому гірському лісі Кордильєр Кондор-Кутуку (Еквадор), для якого характерні дерева з рясними орхідеями, папоротями та бромелієвими. M. kutuku зібрано в стиглому лісі біля струмка.